# Publi Corneli Escipió Nasica (pretor 93 aC)
Publi Corneli Escipió Nasica (en llatí Publius Cornelius Scipio Nasica) va ser un magistrat romà. Era fill de Publi Corneli Escipió Nasica, que va ser cònsol l'any 111 aC. Formava part de la gens Cornèlia i de la família dels Escipió, d'origen patrici.
Va ser pretor l'any 94 aC i Ciceró parla d'ell diverses vegades, ja que era un dels advocats de Sext Rosci d'Amèria. Es va casar amb Licínia, la segona filla de Luci Licini Cras l'orador. Va deixar dos fills que van ser adoptats testamentàriament, un per l'avi matern Luci Licini Cras i va agafar el nom de Luci Licini Cras Escipió. L'altre per Quint Cecili Metel Pius i va prendre el nom de Quint Cecili Metel Pius Escipió.